# Barnesville-i tökfesztivál
A Barnesville-i tökfesztivál évente megrendezett rendezvény az Ohio állambeli Barnesville faluban, ahol a sütőtöknek termesztéséről és betakarításáról, illetve az egyéb őszi termények betakarításáról szólnak a műsorok. Az 1964 óta megrendezett 4 napos fesztiválra évente körülbelül 100 ezer ember érkezik. A Barnesville-i tökfesztivált mindig szeptember utolsó hetében rendezik.

## Galéria

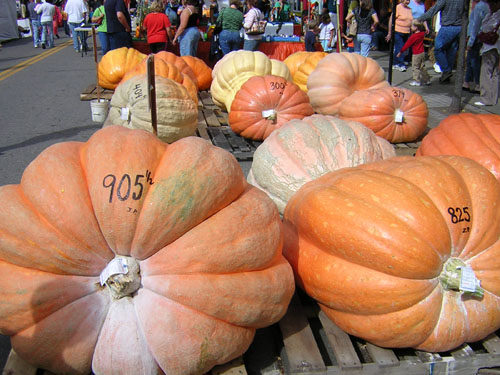
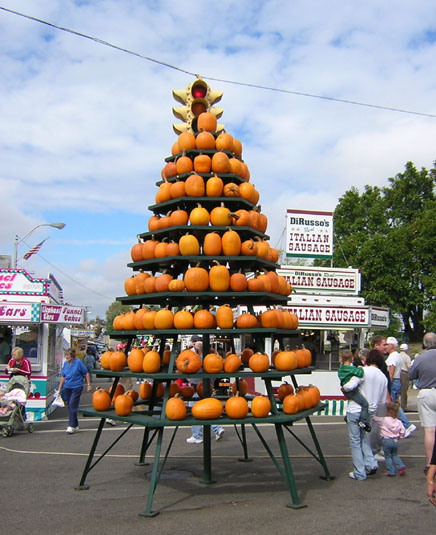